# Important Bird Area di Low Rocks e dell'isola Sterna
L'Important Bird Area di Low Rocks e dell'isola Sterna (in inglese Low Rocks and Sterna Island Important Bird Area) è uno spazio naturale di 140.000 m². Composto da due diversi isolotti delle isole Montesquieu all'imbocco del golfo dell'Ammiragliato distanti circa 14 km l'uno dall'altro, il sito si trova nel Kimberley, regione dell'Australia Occidentale.

## Descrizione
Low Rocks è un isolotto di 4 ettari con una copertura di erba e macchia bassa. La vegetazione di Sterna è dominata da Acacia tumida e Triodia microstachya, ma sono presenti anche sporgenze di arenaria nuda utilizzate dagli uccelli marini per nidificare. Low Rocks è una riserva naturale, mentre Sterna è una terra della corona non assegnata. La piovosità media annua nella zona è di circa 900 mm.

## Fauna

### Avifauna
Le isole sono state classificate da BirdLife International come Important Bird and Biodiversity Area (IBA) perché ospitano oltre l'1% della popolazione mondiale di sterne di Dougall, con circa  4.000 coppie nidificanti nel sito.  Altri uccelli marini registrati come nidificanti nell'IBA includono la sterna crestata e quella del Ruppel e il cormorano bianconero maggiore.